# Jacquemontia verticillata
Jacquemontia verticillata är en vindeväxtart som först beskrevs av Carl von Linné, och fick sitt nu gällande namn av Urban. Jacquemontia verticillata ingår i släktet Jacquemontia och familjen vindeväxter. Inga underarter finns listade i Catalogue of Life.